# (14075) Kenwill
(14075) Kenwill es un asteroide perteneciente al Cinturón  de asteroides, descubierto el 18 de julio de 1996 por George R. Viscome desde el Observatorio Rand, Nueva York, Estados Unidos.

## Designación y nombre
Designado provisionalmente como 1996 OJ. Fue nombrado en honor de Kenneth A. Williams, de Lake Clear, Nueva York, quien es un consumado astrometra, astrofotógrafo y descubridor de numerosos planetas menores.

## Características orbitales
(14075) Kenwill está situado a una distancia media del Sol de 3,115 ua, pudiendo alejarse hasta 3,631 ua y acercarse hasta 2,600 ua. Su excentricidad es 0,165 y la inclinación orbital 2,152 grados. Emplea 2008,51 días en completar una órbita alrededor del Sol.
Los próximos acercamientos a la órbita de Júpiter ocurrirán  el 16 de febrero de 2027, el 10 de marzo de 2037 y el 21 de marzo de 2047.
Pertenece a la familia de asteroides de (24) Themis.

## Características físicas
La magnitud absoluta de (14075) Kenwill es 13,87.  Tiene 10,259 km de diámetro y su albedo se estima en 0,067.